# アイ×カチ
『アイ×カチ』（アイカチ、×マークは音読しない）は、2001年10月13日から2002年3月30日までフジテレビ系列局で放送されていたフジテレビ製作のバラエティ番組。松下電器産業（現・パナソニック）の一社提供。放送時間は毎週土曜 23:30 - 翌0:00 （日本標準時）。

## 概要
視聴者が投稿したネタを飯島直子と河村隆一が評価していた深夜番組で、毎回ゲストを招いて行われていた。番組は放送開始1か月前から匿名での書き込みが可能なネット掲示板を設け、そこでネタを募集していた。
この番組は、当初は『愛の勝ち組×恋の負け組』（あいのかちぐみ こいのまけぐみ）と題して放送されていた。その当時は視聴者から恋愛体験談を募集していたが、後に『アイ×カチ』に改題した際にコンセプトを変更。以後はコンパなどで使えそうな雑学ネタを募集するようになった。

## 出演者
- 飯島直子
- 河村隆一

## スタッフ
いずれも『愛の勝ち組×恋の負け組』時代の担当者。
- 企画：吉田正樹
- プロデューサー：清水宏泰、きくち伸、長尾忠彦
- 演出：駒木純一
- 監修：秋元康

## エンディングテーマ
- 恋をしようよ（河村隆一）